# Monumentos de Blau
Los Monumentos de Blau son un par de objetos de piedra con inscripciones procedentes de Mesopotamia que se encuentran actualmente en el Museo Británico. Se suele pensar que son una forma de kudurru antiguo.

## Historia
Los Monumentos fueron adquiridos por A. Blau en 1886 cerca de la ciudad de Uruk (actual Irak). Finalmente fueron adquiridos por el Museo Británico. Fueron talladas en piedra azul brillante, comúnmente considerada como una pizarra oscura o una especie de esquisto. Se pensó que eran falsificaciones durante algún tiempo, las excavaciones en Uruk las redujeron al revelar paralelos estilísticos en una estela de basalto y el famoso Vaso Warka. Algunos asiriólogos aceptaron la autenticidad de los Monumentos ya en 1901, aunque no era una creencia universal. Aunque hoy en día está ampliamente aceptado, algunos autores mantienen la controversia sobre el estatus de los Monumentos dentro de la historia de Mesopotamia.

## Datación
Los monumentos de Blau están datados dentro del Período Yemdet NasrUruk III a Período Dinástico Arcaico I. Algunos autores los fechan en el 3100 a. C. basándose en la escritura protocuneiforme, mientras que otros los datan en el periodo ED I en torno al 2700 a. C. debido a otros registros de venta de tierras estilísticamente similares con una fecha definitiva en el periodo ED I. Ambas fechas están igualmente representadas en los trabajos académicos; la mayoría de los trabajos que citan la fecha más antigua suelen hacer referencia a Gelb a su vez.

## Imaginería

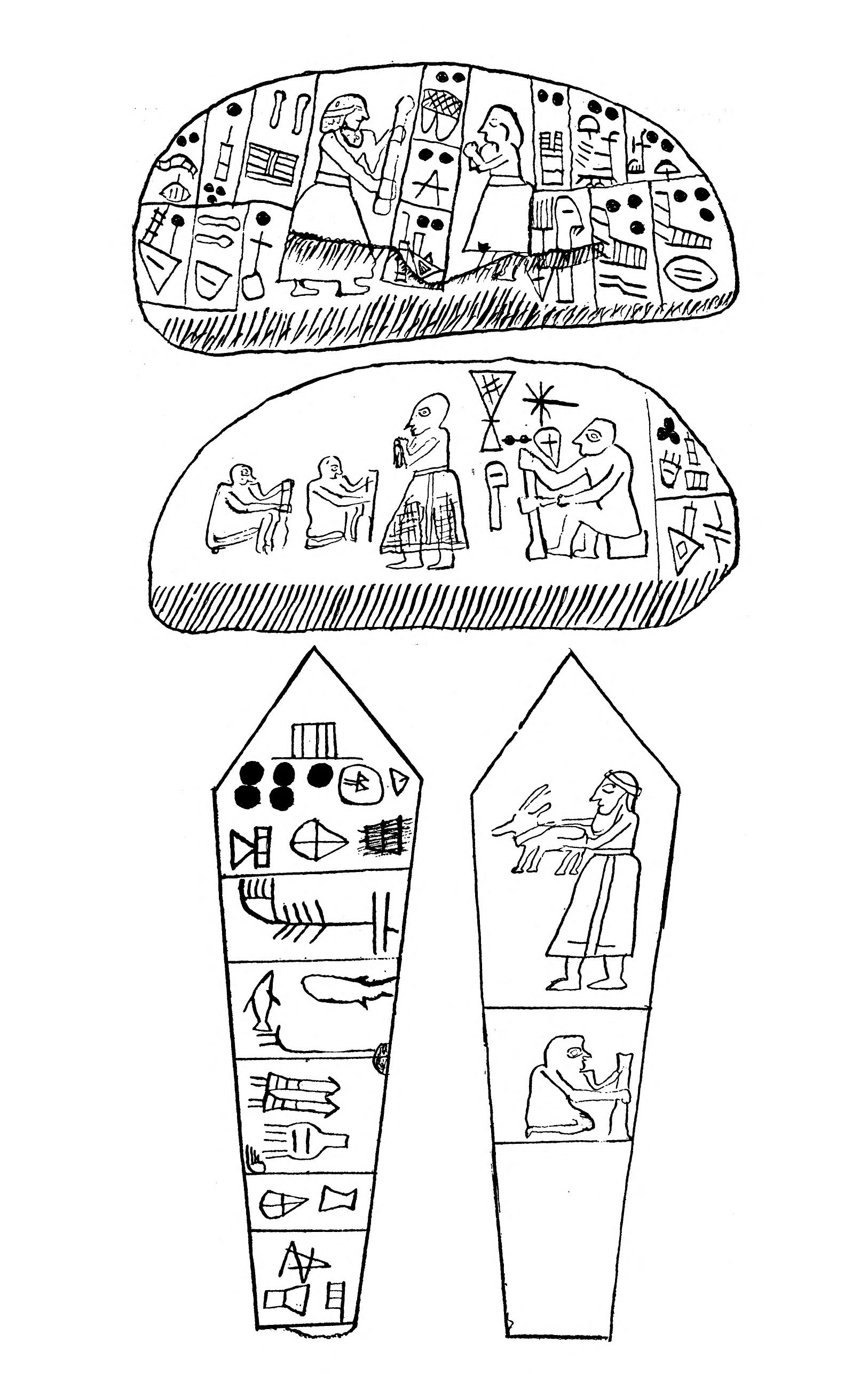
Monumentos de Blau (dibujo).

La iconografía de los monumentos es un asunto controvertido, sobre el que ni siquiera los estudiosos recientes se ponen totalmente de acuerdo. A lo largo de su historia, se ha creído sistemáticamente que los monumentos representaban algún tipo de transacción, normalmente en forma de regalo de un templo a sus artesanos. Más recientemente, se ha tomado la imaginería para representar un festín ceremonial ofrecido por un nuevo terrateniente después de la compra de un terreno.

### Obelisco (BM 86261)

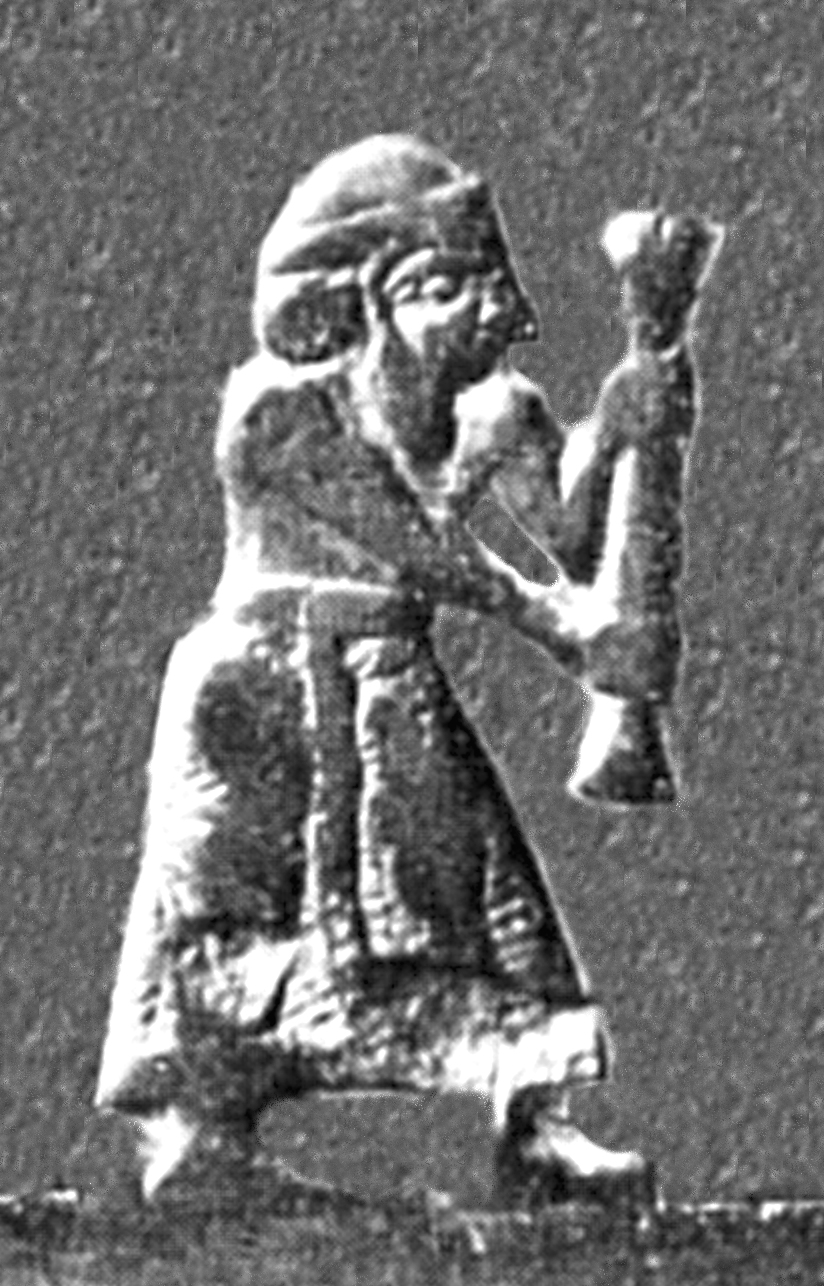
El “rey sacerdote” tal y como aparece en ela espátula de los Monumentos Blau.

El obelisco (18 cm × 4,3 cm × 1,3 cm) muestra formas masculinas en dos registros distintos. La figura inferior es un varón desnudo que se arrodilla con un mortero, lo que podría sugerir igualmente a los artesanos o a la preparación de alimentos. Tiene paralelos en el Vaso de Warka, donde también hay hombres desnudos que llevan cestas de comida con fines religiosos.
En el registro superior, un hombre de pie, con barba, falda de red bordeada y diadema, sostiene un animal de cuatro patas en sus manos (normalmente identificado como una oveja o una cabra). Esta figura es una forma muy común en todo el arte mesopotámico de representar a un hombre con poder. En general, se considera una representación de un “rey sacerdote”.

### Placa (BM 86260 )
El anverso de la placa (15,9 cm × 7,2 cm × 1,5 cm) muestra una escena jerárquica similar. La figura más a la izquierda es otro hombre barbudo y con falda. Sostiene un objeto largo con ambas manos. Este objeto ha sido interpretado como un mazo o un cono de venta de tierras; en comparación con los trabajadores en otros lugares de los Monumentos que trabajan con manos de mortero, la identificación anterior parece poco probable. Esto generalmente se considera como otra representación del "“rey sacerdote”". El “rey sacerdote” aparece en numerosas obras de arte de la época, e incluso en un cuchillo egipcio prehistórico, el Cuchillo de Gebel el-Arak, lo que sugiere relaciones Egipto-Mesopotamia en ese momento.

## Inscripciones

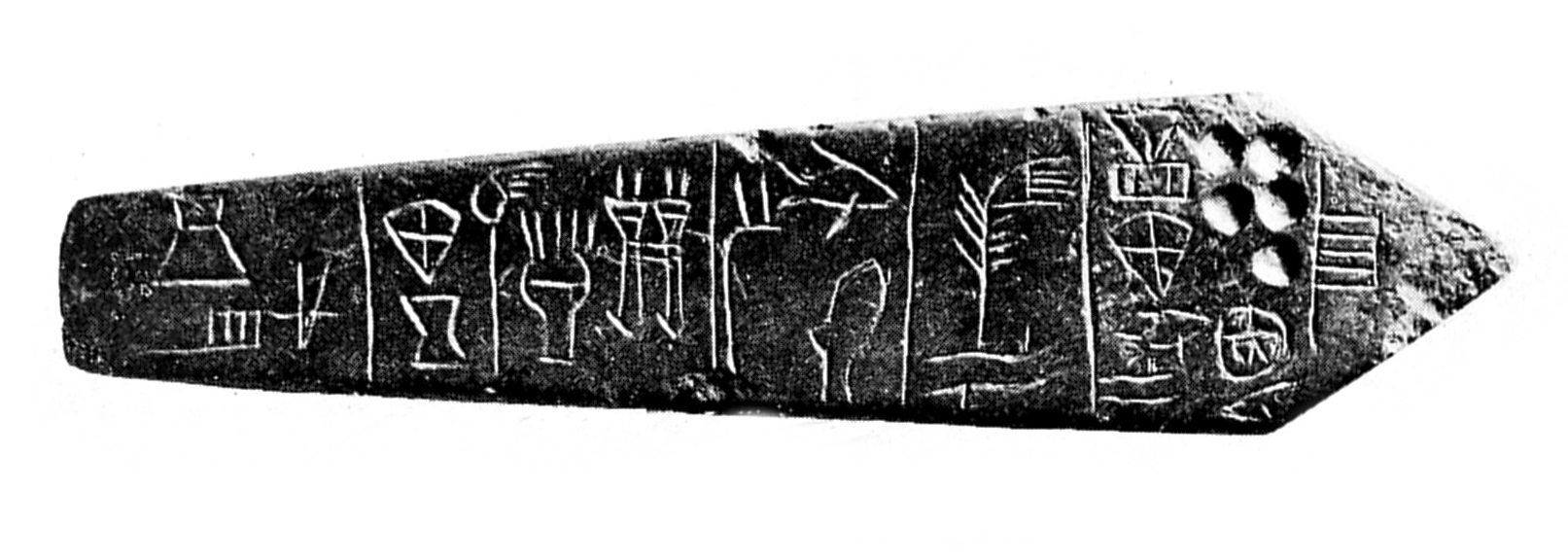
Monumentos de Blau en caracteres protocuneiformes.

Al igual que la Estela de Ushumgal y otras obras de época similar, el texto de los Monumentos Blau no es del todo comprensible. Ciertos signos se identifican fácilmente, mientras que otros no tienen una identificación conocida. La inscripción del obelisco se refiere claramente a "5 bur" de tierra (aproximadamente 30 hectáreas), así como a una casa del templo y la profesión "engar". Este título se refiere a un alto funcionario en un campo agrícola, lo que sugeriría la presencia de un individuo capaz de realizar tal transacción. El texto de la placa enumera productos de muchos tipos, así como varios otros nombres e información adicional no descifrada. La suposición, entonces, es que estos artículos fueron intercambiados por la tierra del obelisco.

### Controversia
Como consecuencia del texto aún no descifrado y de ciertas rarezas en la iconografía, cualquier intento de declarar definitivamente la finalidad de los Monumentos es naturalmente poco convincente. Los Monumentos son dos de los cinco “kudurrus antiguos” enumerados por Gelb (una clasificación actualmente en disputa).